# Фараж, Найджел
На́йджел Пол Фа́раж (англ. Nigel Paul Farage /ˈfærɑːʒ/; род. 3 апреля 1964) — британский политик, лидер-сооснователь (2019—2021 и с 2024) партии «Реформировать Соединённое Королевство» (ранее — «партия Брексита»). В 2006—2016 годах (с перерывами) был председателем Партии независимости Соединённого Королевства. Экс-депутат Европарламента.

## Биография
С 1975 по 1982 год учился в престижном Даличском колледже, по окончании которого работал на Лондонской бирже металлов.
С лета 1999 года являлся депутатом Европейского парламента от юго-восточной Англии. Был сопредседателем парламентской фракции «Европа за свободу и прямую демократию».
После прекращения членства в Консервативной партии в 1992 году из-за подписания Маастрихтского договора выступил одним из основателей Партии независимости Соединённого Королевства (ПНСК). После ряда неудачных избирательных кампаний от ПНСК на европейских и британских парламентских выборах с 1994 года получил место депутата Европейского парламента от избирательного округа юго-восточной Англии в европарламентских выборах 1999 года — это был первый год, когда использовалась система региональных списков. Был переизбран в 2004, 2009 и 2014 годах.
В сентябре 2006 года Фараж стал лидером Партии независимости Соединённого Королевства и возглавил её на выборах в Европарламент 2009 года, по итогам которых она получила вторую по величине долю голосов, победив лейбористов и либерал-демократов с преимуществом более чем в 2 миллиона голосов. В ноябре 2009 года ушёл в отставку, чтобы сконцентрироваться на борьбе за место спикера Джона Беркоу на парламентских выборах 2010 года в Великобритании. Фаражу не удалось победить Беркоу: в избирательном округе Бакингема он занял лишь третье место.
В ноябре 2010 года Фараж победил на выборах лидера партии. В октябре 2009 года занял 41-е место в опросе «Дейли телеграф» «100 самых влиятельных правых политиков», в котором были отмечены его умение использовать средства массовой информации и успех ПНСК на европейских выборах. В списке «Дейли телеграф» 2010 года занял 58-е место. В том же списке, составленном в 2012 году, Фараж занял 17-е место, а в 2013 — второе за премьер-министром.
На европарламентских выборах 2014 года Фараж вновь был переизбран и привел Партию независимости Соединённого Королевства к её первой победе на общенациональных выборах в Великобритании. Это был первый с 1906 года случай, когда победу одержала какая-либо партия помимо лейбористов и консерваторов.
Фараж известен своими резкими и зачастую скандальными выступлениями в Европарламенте, критикующими евроинтеграцию в рамках Евросоюза и еврозоны.
4 июля 2016 года ушёл с поста лидера ПНСК. В 2018 году покинул ПНСК в знак протеста против назначения новым лидером партии Джерардом Баттеном на пост своего советника Томми Робинсона, известного крайне правыми антиисламскими взглядами.
В начале 2019 года Фарадж основал Партию Брексита (англ. Brexit Party) для политической защиты результатов референдума о членстве Британии в Евросоюзе (партия решила не выдвигать своих кандидатов, чтобы не составлять конкуренцию консерваторам Джонсона, для того, чтобы у них хватило голосов в парламенте на разрыв с ЕС).
В конце декабря 2019 года британская газета Financial Times включила Фаража в опубликованный ей список из 50 человек, «определивших облик десятилетия».
В июне 2024 года, когда действующий премьер-министр Риши Сунак назначил досрочные выборы на июль, Фарадж объявил о возвращении в политику, вернулся на пост главы Reform UK и заявил, что сам поведёт партию на выборы. По результатам голосования (2024) выиграл выборы в своём округе и стал членом Британского парламента от Клактона.

## Комментарии
1. ↑  Хотя сам Фараж произносит свою фамилию таким образом, он не возражает, когда используется альтернативное произношение /ˈfærɪdʒ/[3].